# Кремпергайде
Кремпергайде (нім. Kremperheide) — громада в Німеччині, розташована в землі Шлезвіг-Гольштейн. Входить до складу району Штайнбург. Складова частина об'єднання громад Кремпермарш.
Площа — 3,98 км2. Населення становить 2339 ос. (станом на 31 грудня 2020).

## Галерея

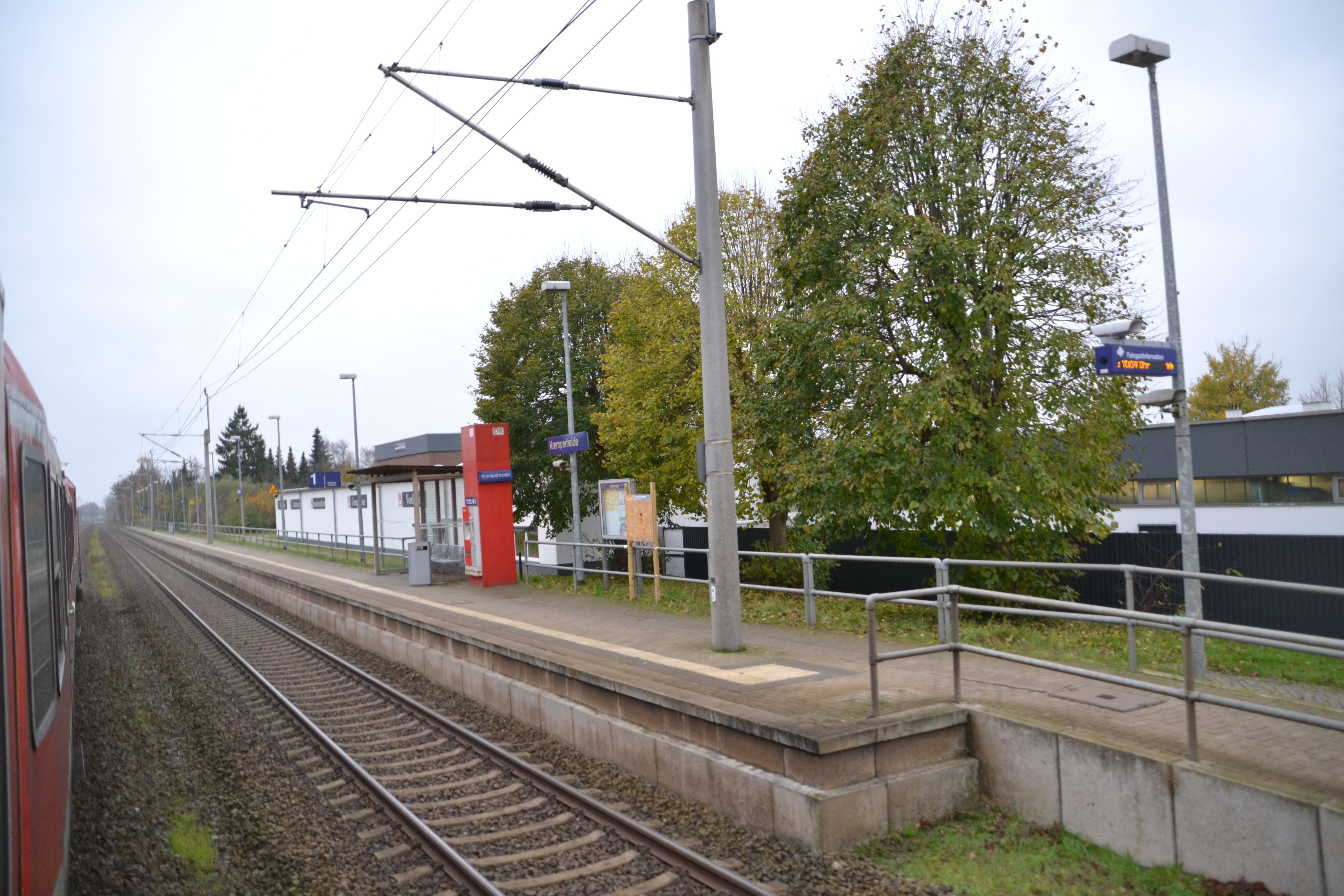